# Dáil Éireann
Dáil Éireann (irsk Irlands forsamling) er underhuset i Oireachtas, Republikken Irlands parlament. Medlemmerne i underhuset skal være fyldt 21 år og betegnes som Teachta Dála (TD) eller Deputy. Irlands forfatning fra 1937 udgør grundlaget for den nuværende irske stat.
De 166 medlemmer, Teachtaí Dála vælges ved direkte valg med maksimalt fem års mellemrum. Som mange andre underhuse er Dáil den klart dominerende del af parlamentet, og har i praksis magt til en hvilken som helst lov i kraft, og til at nominere eller fjerne taoiseach (statsministeren).
Formanden for Dáil Éireann er den såkaldte Ceann Comhairle, som vælges af medlemmerne, og der forlanges at formanden er upartisk. Uafhængig af det forsøger de skiftende regeringer ofte at opnå en formand fra egne rækker.
Siden 1922 har Dáil holdt til i Leinster House i Dublin. Det som blev valgt i 2007 er således det 30. Dáil.

## Valgresultater

### Valg 2007
| Partier | Partier                          | Pladser efter valget 2007 |
| ------- | -------------------------------- | ------------------------- |
| •       | Fianna Fáil                      | 77                        |
|         | Fine Gael                        | 51                        |
|         | Irish Labour Party               | 20                        |
| •       | Green Party                      | 6                         |
|         | Sinn Féin                        | 4                         |
| •       | Progressive Democratsopløst 2008 | 2                         |
|         | Independent                      | 5                         |
|         | Ceann Comhairle (formand)        | 1                         |

### Valg 2011
| Partier | Partier                   | Pladser efter valget 2011 | Antal Stemmer |
| ------- | ------------------------- | ------------------------- | ------------- |
| •       | Fine Gael                 | 76                        | 801,637       |
|         | Irish Labour Party        | 37                        | 431,798       |
| •       | Fianna Fáil               | 20                        | 387,362       |
|         | Sinn Féin                 | 14                        | 220,660       |
| •       | United Left Alliance      | 5                         | 57,139        |
|         | Independent               | 14                        | 261,749       |
|         | Ceann Comhairle (formand) | 1                         |               |

53°20′N 6°15′V / 53.34°N 6.25°V